# Sephisa chandrana
Sephisa chandrana är en fjärilsart som beskrevs av Evans 1912. Sephisa chandrana ingår i släktet Sephisa och familjen praktfjärilar. Inga underarter finns listade i Catalogue of Life.